# Cantó d'Aubanha Oest
El cantó d'Aubanha Oest és un cantó francès del departament de les Boques del Roine, situat al districte de Marsella. Té 2 municipis i el cap es Aubanha.

## Municipis
- Aubanha
- La Pena d'Evèuna

| Data d'elecció                           | Identitat       | Partit | Qualitat |
| ---------------------------------------- | --------------- | ------ | -------- |
| 1964-1976                                | Edmond Garcin   | PCF    |          |
| 1976-1988                                | Jean Tardito    | PCF    |          |
| 1988-                                    | Daniel Fontaine | PCF    |          |
| les dades anteriors no són pas conegudes |                 |        |          |